# 9918 Timtrenkle
A 9918 Timtrenkle (ideiglenes jelöléssel (9918) 1979 MK3) a Naprendszer kisbolygóövében található aszteroida. Eleanor F. Helin és Schelte J. Bus fedezte fel 1979. június 25-én.